# Altena

Altena este un oraș din districtul Märkischer Kreis din landul Renania de Nord - Westfalia, Germania. Este situat pe valea râului Lenne, la nord de zona geografică Sauerland.
Castelul orașului este originea ducilor de Berg de mai tărziu.